# Mieczysław Sołtys

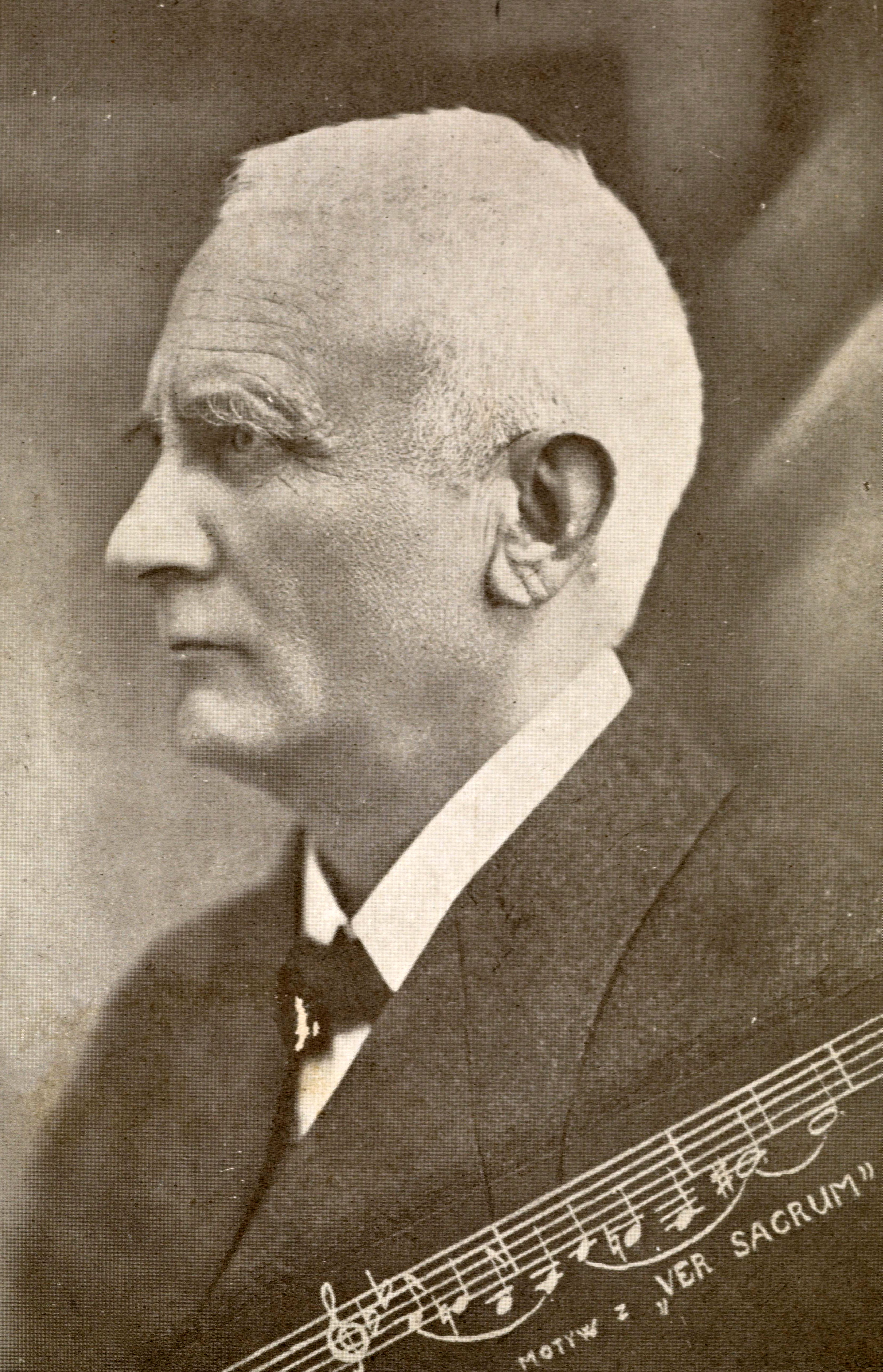
Mieczysław Sołtys

Mieczysław Sołtys (* 7. Februar 1863 in Lemberg; † 11. November 1929 ebenda) war ein polnischer Komponist.
Sołtys studierte in Wien bei dem Organisten und Musiktheoretiker Franz Krenn und in Paris bei Eugène Gigout. Von 1899 bis zu seinem Tod leitete er das Konservatorium von Lwiw und wirkte als Dirigent.
Er komponierte mehrere Opern, zwei Oratorien, mehrere sinfonische Werke, ein Klavierkonzert, Orgel- und Klavierstücke, Chorwerke und Lieder. Auch sein Sohn Adam Sołtys wurde als Komponist bekannt.

## Werke
- Sluby Jana Kazimierza, Oratorium, 1895
- Królowa Korony Polskiej, Oratorium, 1904
- Rzeczpospolita Babinska, Oper, 1905
- Opowiesc kresowa, Oper, 1910
- Jezioro Dusza, Oper, 1921
- Panie Kochanku, Oper, 1924
- Nieboska komedia, Oper, 1925
- Var sacrum, dramatisches Mysterium, 1929